# Corredor Cultural Roma Condesa

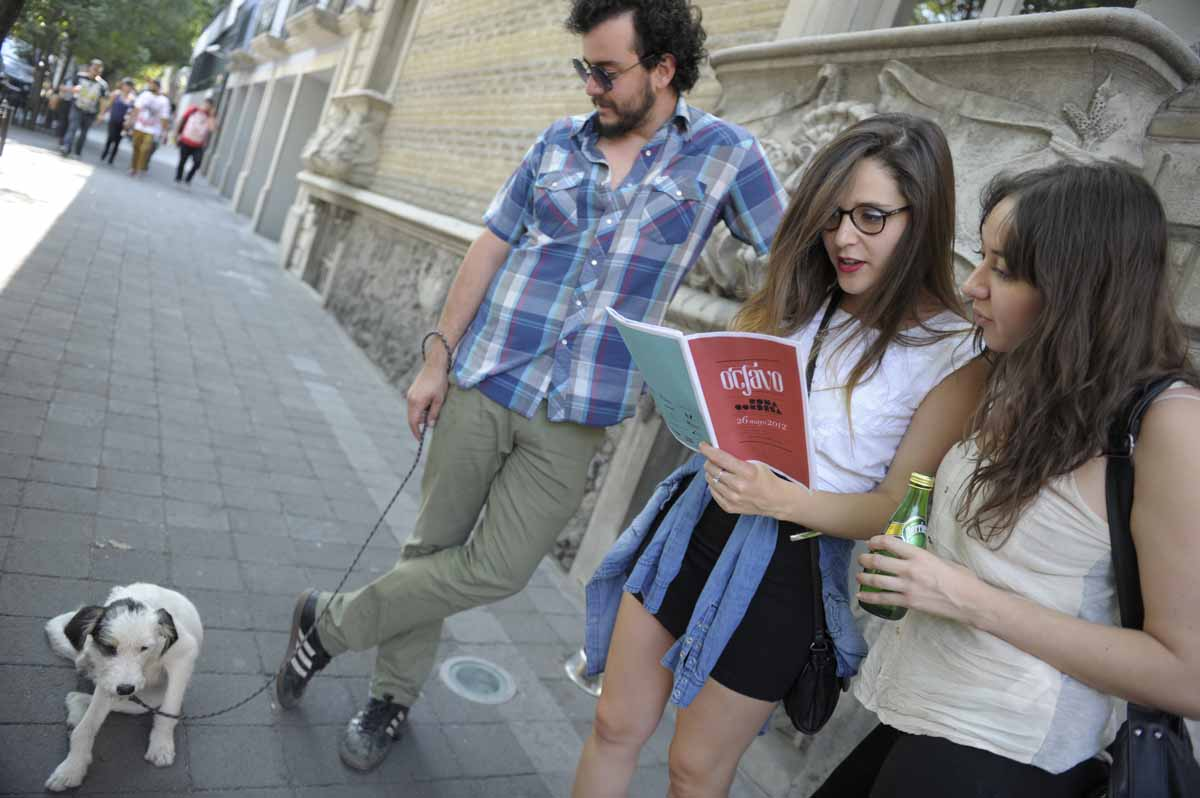
Paseantes en la avenida Álvaro Obregón, en el corredor del 2012

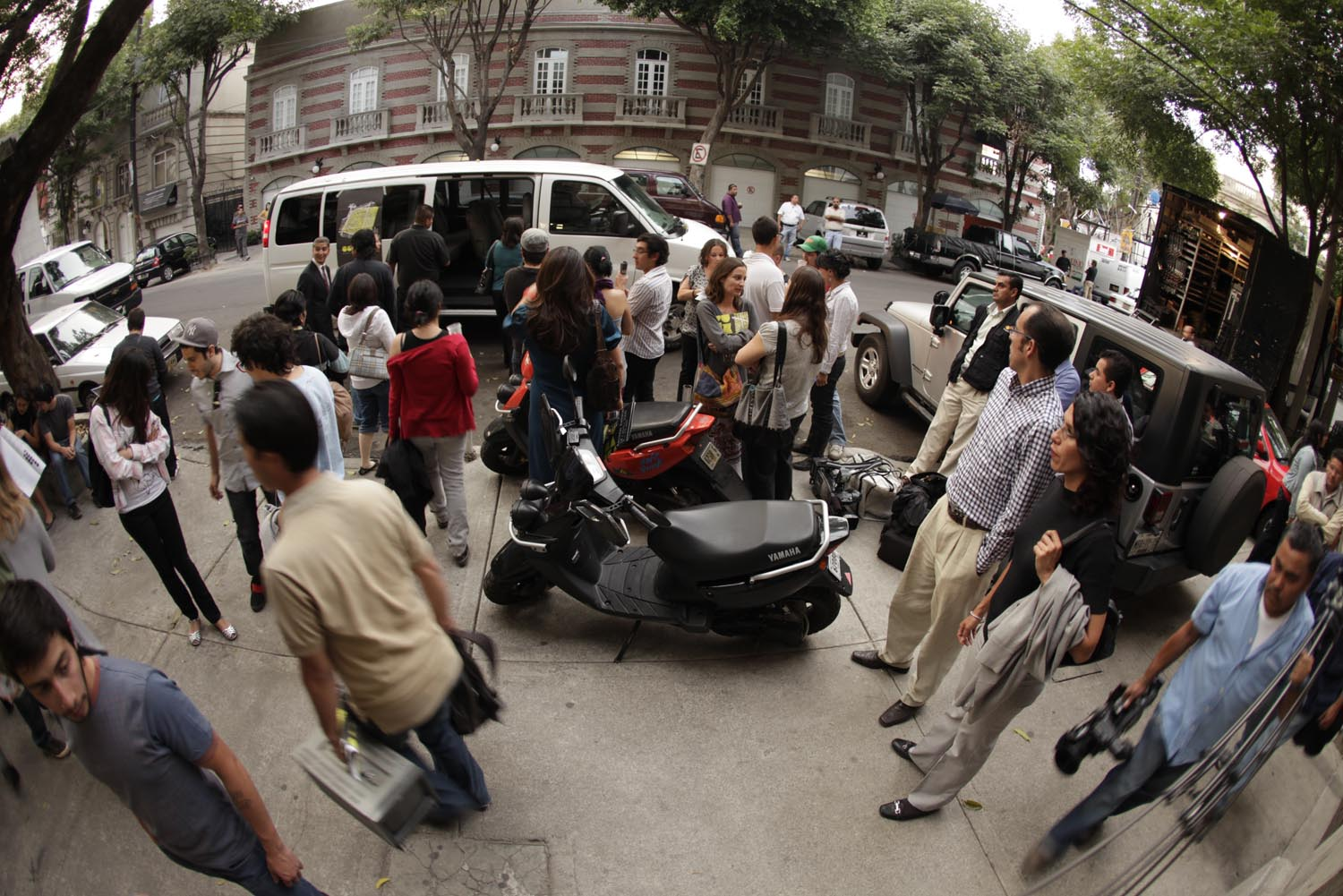
Recorrido entre galerías en el corredor del 2009.

El Corredor Cultural Roma Condesa (CCRC) es una iniciativa ciudadana para impulsar actividades culturales en las colonias Condesa y Roma de la Ciudad de México. Se realiza dos veces por año, cada una de las ediciones dedicada a cada una de las zonas, que se encuentran geográficamente unidas.
El corredor contempla actividades de arte contemporáneo, diseño, moda, cine, medio ambiente y gastronomía, e involucra a galerías, tiendas, restaurantes, centros e iniciativas culturales de ambas colonias.

## Historia
A finales de la década de los noventa, las colonias Roma y Condesa iniciaron un proceso de revitalización, al establecerse en la zona galerías de arte y nuevos restaurantes. Los dueños de estas galerías decidieron crear el Corredor Cultural de la Roma, realizando una inauguración simultánea el último jueves de cada mes y poniendo a disposición del público un transporte que movía a los asistentes entre galerías.
En 2009, luego de la crisis económica, Ana Elena Mallet, artista y entusiasta cultural, decidió retomar la idea sumando a la colonia Condesa. El CCRC inició con 18 espacios, y para su edición 2012 contó con la participación de 85 espacios culturales, incluida la participación de Wikimedia México con un maratón de edición de Wikipedia